# Biskupski dvorac u Gradecu
Biskupski dvorac je dvorac u mjestu i općini Gradec.

## Opis
U središtu naselja Gradec, na blago povišenom položaju, nalazi se klasicistički dvorac okružen zelenilom. Njegovu izgradnju, koja je dovršena 1822., naručio je biskup M. Vrhovec. Riječ je o jednokatnoj građevini izduljena pravokutna tlocrta sa središnjim rizalitom na glavnom zapadnom pročelju. Prostorni koncept u obje etaže čini niz prostorija kojima se pristupa iz hodnika koji se proteže dijelom duljinom građevine. Prostorije prizemlja svođene su bačvastim svodovima sa zaobljenim susvodnicama, a hodnici nizovima čeških kapa, dok prostorije kata zaključuju ravni stropovi. Dvorac je značajan primjer klasicističke građevine očuvane u svom volumenu, artikulaciji i prostornoj strukturi.

## Zaštita
Pod oznakom Z-3112 zaveden je kao nepokretno kulturno dobro - pojedinačno, pravna statusa zaštićena kulturnog dobra, klasificirano kao "sakralna graditeljska baština".